# Solo Dios puede juzgarme
Solo Dios puede juzgarme es una obra de teatro de Emilio Romero Gómez, estrenada en 1969.

## Argumento
La historia cuenta la historia de dos jóvenes locamente enamorados el uno del otro, que un día deciden casarse. Pero antes de producirse el enlace, descubren un secreto que cambiará el rumbo de su historia. Ambos descubren que son hermanos, aunque solo de padre, la madre de la joven fue durante muchos años amante del padre de él.

## Estreno
- Teatro Infanta Isabel, Madrid, 15 de marzo de 1969.
  - Dirección: Ricardo Lucia.
  - Escenografía: Sigfrido Burmann.
  - Intérpretes: Vicente Parra,  Armando Calvo, Encarna Paso sustituida por Fiorella Faltoyano, , Luisa María Payan, María Luisa Ponte sustituida por Conchita Bardem, Raúl Sender, Luz Olier, Juan Antonio Gálvez, Avelino Canovas